# Enrique Estay
Abraham Enrique Estay Peñaloza (Viña del Mar, 30 de marzo de 1958) es un abogado, profesor universitario, político chileno, exdiputado de la República entre 2006 y 2014.

## Biografía

### Estudios
Realizó sus estudios primarios y secundarios en The Mackay School, Reñaca. Ingresó a estudiar Derecho a la Universidad de Chile. Tiene un Magíster en Ciencia Política por la Universidad de Chile y un Diplomado en Ciencia Política por la Universidad de la Frontera

### Carrera académica
Ha sido profesor en el Preuniversitario CEPECH, en Santiago, de la Escuela Sindical de Chile, del Instituto de Estudios Lircay, Santiago, de la Universidad Autónoma de Chile y de la Universidad Arturo Prat.

### Vida privada
Enrique Estay estuvo casado desde 1985 con María Isabel Cuevas Bravo, con quien tiene cinco hijos: María Fernanda, María Alejandra, José Enrique, Bárbara Isabel y Antonia Catalina. Actualmente está separado.[cita requerida]

## Carrera política
Fue Presidente del Movimiento de Acción Nacional (MAN) de la Escuela de Derecho de la Universidad de Chile y candidato a presidente de la Federación de Estudiantes de la misma universidad (FECH).
Entre 1986 y 1987 fue Asesor Jurídico de la Corporación Vecinal de la Ilustre Municipalidad de La Reina, al año siguiente fue Secretario Regional Ministerial del Gobierno en la Región de la Araucanía. En 2000 y hasta 2004 fue Asesor Jurídico de la Ilustre Municipalidad de Lautaro, Vilcún, Melipeuco, Loncoche, Perquenco, Purén, Cunco y Gorbea.
Se presentó a diputado en 1993 (como militante de la Unión de Centro Centro) y 2001. En diciembre de 2005 fue elegido diputado para el período 2006 a 2010 por el distrito Nº49 que comprende las comunas de Curacautín, Galvarino, Lautaro, Lonquimay, Melipeuco, Perquenco, Victoria y Vilcún, asumiendo el 11 de marzo de 2006
Repostuló una vez más al cargo de diputado en las elecciones parlamentarias realizadas el 17 de noviembre de 2013, pero fue derrotado por su compañero de pacto, el candidato debutante de 25 años Diego Paulsen Kehr de Renovación Nacional dejando el cargo el 11 de marzo de 2014.

## Controversias

### Acusaciones por homofobia
En junio de 2011, Estay fue formalmente denunciado por el Movimiento de Integración y Liberación Homosexual de Chile (Movilh) ante las comisiones de Derechos Humanos y de Ética de la Cámara de Diputados, luego de que este realizara comentarios homofóbicos públicos a través de su Facebook. Sin embargo, la comisión de Ética no sancionó ni hizo un llamado de atención al diputado, ya que según el organismo no hubo "ánimo lesivo" por parte de Estay.

### Acusaciones de agresión
El 6 de octubre de 2011 un grupo de diputados del partido comunista colgaron una bandera chilena con la consigna «Educación Libre Digna Gratuita» en el Congreso Nacional en apoyo a las demandas de organizaciones sociales chilenas por la educación pública, cuando Enrique Estay subió al piso 14, donde se encontraban, e indignado se dirigió con fuerza a intentar retirar la bandera desde el balcón. Dentro del grupo de personas que procuraban impedir que la retirase, se encontraba la secretaria del diputado comunista Guillermo Teillier, quién acusó violencia de parte del diputado Estay, lo que habría afectado su embarazo de 6 semanas de gestación, hecho que fue denunciado ante la Fiscalía, que consideró no haber antecedentes suficientes para perseverar en la investigación.

## Historial electoral

### Elecciones parlamentarias de 1993
- Elecciones parlamentarias de 1993, para el Distrito 49, Curacautín, Galvarino, Lautaro, Lonquimay, Melipeuco, Perquenco, Victoria y Vilcún[7]

### Elecciones parlamentarias de 2001
- Elecciones parlamentarias de 2001, a Diputado por el distrito 49 Curacautín, Galvarino, Lautaro, Lonquimay, Melipeuco, Perquenco, Victoria y Vilcún, Región de la Araucanía[8]

### Elecciones parlamentarias de 2005
- Elecciones parlamentarias de 2005, a Diputado por el distrito 49 Curacautín, Galvarino, Lautaro, Lonquimay, Melipeuco, Perquenco, Victoria y Vilcún, Región de la Araucanía[9]

### Elecciones parlamentarias de 2009
- Elecciones parlamentarias de 2009 a Diputado por el distrito 49 (Curacautín, Galvarino, Lautaro, Lonquimay, Melipeuco, Perquenco, Victoria y Vilcún)[10]

### Elecciones parlamentarias de 2013
- Elecciones parlamentarias de 2013 a Diputado por el distrito 49 (Curacautín, Galvarino, Lautaro, Lonquimay, Melipeuco, Perquenco, Victoria y Vilcún)[11]